# Mauricio Ochoa Urioste
 (février 2024).
 (février 2024).
Pour les articles homonymes, voir Ochoa et Urioste.
Mauricio Eduardo Ochoa Urioste (né à La Paz, Bolivie, le 17 mars 1978), connu sous le nom de Mauricio Ochoa Urioste, est un poète, avocat, chroniqueur et musicien.

## Biographie
Il a étudié au Collège Loretto de sa ville natale, puis à l'Université Catholique Bolivienne. Pendant ses années universitaires, il a créé et, dans d'autres cas, dirigé diverses publications périodiques, parmi lesquelles "El Faro" et "Crítica"; cette dernière avec son camarade de classe, Williams Bascopé. De plus, il est directeur et fondateur de différents médias culturels et journalistiques.

Il a poursuivi des études de troisième cycle dans le domaine juridique à l'Université Polytechnique de Madrid et à l'Université de Valence. Parallèlement, il écrit depuis au moins 2004 sur divers portails et journaux numériques tels que Rebelion.Org, et plus tard dans les journaux La Prensa et El Diario de La Paz, Los Tiempos de Cochabamba, El Deber de Santa Cruz de la Sierra, entre autres. Dans ses articles, il se distingue par une vision pessimiste et souvent critique du Mouvement vers le Socialisme et des régimes du Socialisme du XXIe siècle. Il aborde également diverses thématiques de droit constitutionnel, de droit international public et de politique internationale:
"Je me suis décidé, après une attente quelque peu fastidieuse, à inclure dans ce post-scriptum des articles de moi publiés à la suite des événements mondiaux les plus récents, comme la guerre en Ukraine et celle au Moyen-Orient, qui menacent la paix mondiale et même l'ordre démocratique occidental.

Concernant le premier point, je suis clairement convaincu que l'Ukraine a été douloureusement écrasée par l'invasion orchestrée par Vladimir Poutine. En ce qui concerne le second, je préfère m'abstenir de donner une opinion définitive, car je veux ainsi contribuer à la paix tant attendue par des leaders mondiaux que je respecte profondément, comme António Guterres et le pape François. Pour autant, cela ne m'empêche pas de lire avec une attention inusitée et une profonde douleur les souffrances infligées à la population civile de Gaza et d'Israël".
Dans son œuvre poétique, il affirme se pencher vers le surréalisme et l'influence d'Octavio Paz, ayant édité ces recueils de poèmes en Uruguay, pays où il réside depuis 2010:
"Il est difficile de le savoir avec certitude, car je lis de la poésie depuis ma jeunesse, en commençant par Darío, Bécquer, Neruda, Cerruto, Jaime Saenz, Edmundo Camargo, et plus tard, Octavio Paz, parmi beaucoup d'autres.
Eclipse Solar est entièrement expérimental. Le surréalisme est présent dans ses pages de la manière la plus palpable. Il a indéniablement les influences de Breton, Aleixandre, et Paz, mais je dirais qu'il y a beaucoup d'écriture automatique du début à la fin, un fait qui a révolutionné les avant-gardes littéraires au XXe siècle, mais qui est incompris, ou du moins moins populaire que d'autres courants poétiques.
En revanche, Solario y Eternidad est divisé en deux moitiés couleur pêche (comme dirait Paz lui-même dans sa Piedra de Sol). D'une part, on trouve l'amour et le désamour, l'attente constante ; et d'autre part, c'est d'une certaine manière la continuation d'Eclipse Solar, en ce qu'il révèle le monde du métaphysique (terme que l'écrivaine et licenciée en lettres, Mónica Couto, a utilisé lors de la présentation du livre) qui s'ajuste en quelque sorte à la poétique expérimentale qui le précède.

Enfin, je parlerai brièvement de mon dernier recueil de poèmes publié, intitulé « Canto Líquido », qui est une conjonction d'idées juxtaposées autour de la pandémie de COVID-19. Ce recueil – édité et publié par les Éditions Solazul et disponible également en version Kindle – propose une poétique renouvelée, avec une moindre influence surréaliste, et un plus grand contraste d'émotions profondément vécues durant les années 2019 et 2020".

### Œuvre littéraire

#### Poésie
- Eclipse solar (2016)
- Versos de mar (2018)
- Solario y eternidad (2018)
- Canto líquido (2021)
- Poemas en Twitter (2021)
- Acuarelas (2022)
- Silencio cósmico (2023)

#### Conte
- Mundo en llamas (2021)

#### Essai
- Derecho, poder y justicia (2008)
- El abuso de posición dominante (2009)

### Discographie
De plus, Ochoa Urioste est l'auteur d'une vingtaine de pièces musicales sous son propre nom ou sous celui de Maurizio Romanelli. La plupart d'entre elles sont des singles de musique variée, expérimentant la musique classique, la pop, etc.